# Cổ phẫu thuật của xương cánh tay
Cổ phẫu thuật của xương cánh tay là một chỗ thắt ở đầu gần xương cánh tay. Theo tư thế giải phẫu, cổ phẫu thuật ở dưới củ lớn và củ bé, và ở trên với lồi củ delta.

## Ý nghĩa lâm sàng
Cổ phẫu thuật thường là vị trí hay bị gãy hơn nhiều so với cổ giải phẫu của xương cánh tay. Gãy cổ phẫu thuật xảy ra khi xương cánh tay bị ép theo một hướng trong khi bao khớp và khối cơ chóp xoay vẫn ở vị trí tĩnh tại. Gãy xương ở khu vực này có nhiều khả năng gây tổn thương thần kinh nách và động mạch mũ cánh tay sau. Tổn thương thần kinh nách ảnh hưởng đến chức năng của cơ tròn bé và cơ delta, dẫn đến mất khả năng giạng cánh tay (từ 15-90 độ), yếu khả năng gập, duỗi và xoay vai cũng như mất cảm giác trên da ở phần nhỏ phía bên ngoài vai.

## Một số hình ảnh

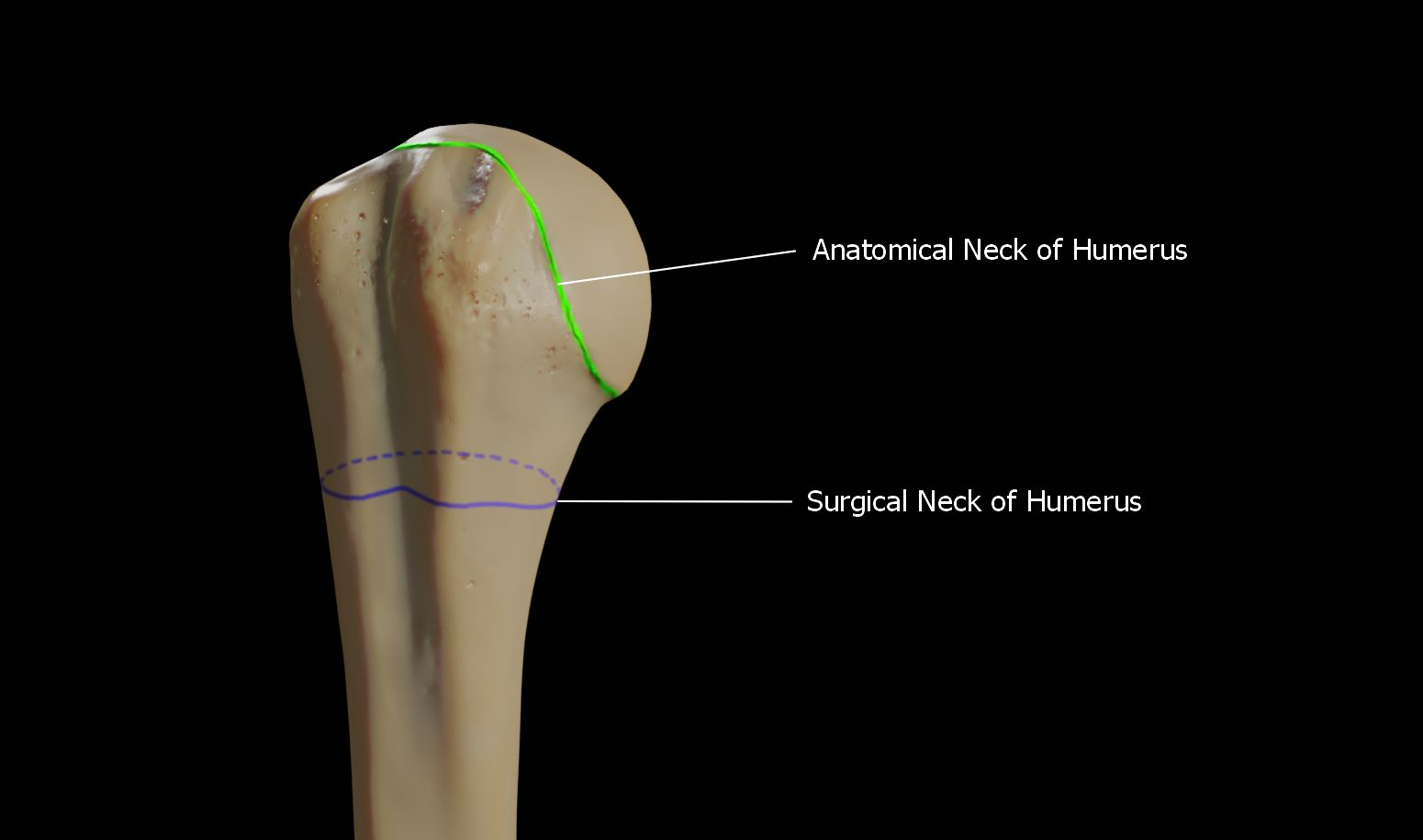
Sự khác nhau giữa cổ giải phẫu (anatomical neck) và cổ phẫu thuật (surgical neck) của xương cánh tay
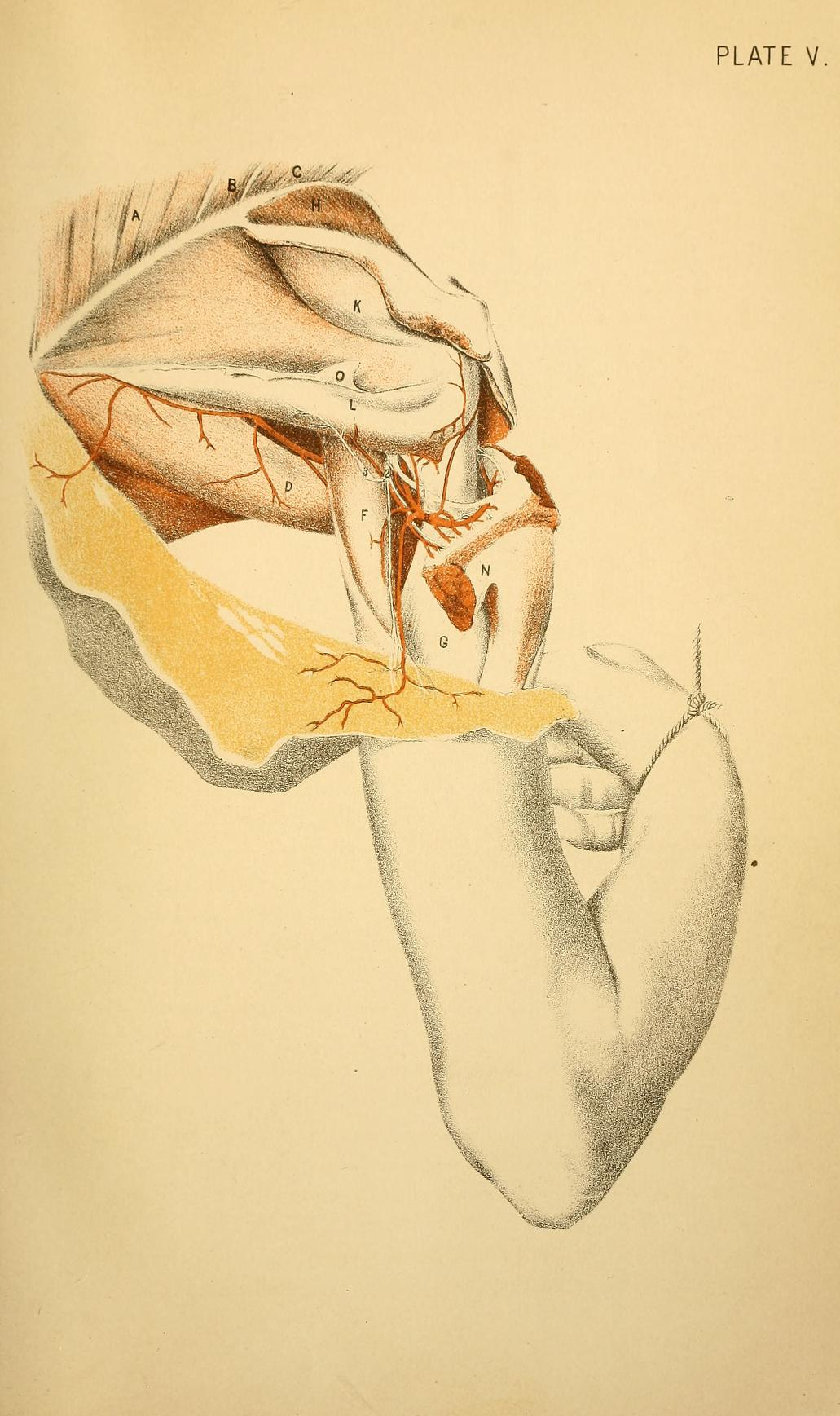
Nhìn xương cánh tay từ sau cho thấy thần kinh nách và động mạch mũ cánh tay sau ở cổ phẫu thuật.